# 1670
1670 (MDCLXX) var ett  normalår som började en onsdag i den gregorianska kalendern och ett normalår som började en lördag i den julianska kalendern.

## Händelser

### Februari
- 9 februari – Vid Fredrik III:s död efterträds han som kung av Danmark och Norge av sin son Kristian V.
- 22 februari – Laurentius Stigzelius utnämns till ny svensk ärkebiskop. När han strax därefter vigs till ämbetet av biskop Enander i Linköping blir det sista gången innan 1914, som en svensk ärkebiskop vigs (alla ärkebiskopar mellan Stigzelius och Nathan Söderblom är redan biskopar vid tillträdet).

### April
- 29 april – Sedan Clemens IX har avlidit året innan väljs Emilio Bonaventura Altieri till påve och tar namnet Clemens X.[1]

### Maj
- 2 maj – Hudson Bay-kompaniet får rätten att bedriva handel vid Hudson Bay.[2]

### November
- 1 november – Bahamaöarna blir en engelsk koloni.[3]

### Okänt datum
- Den antifranska trippelalliansen från året innan sprängs när England köper stöd från Frankrike och sluter anfallsförbund mot Nederländerna.
- Sex personer halshuggs för häxeri i Kungälv.
- De första spadtagen tas till Carlsburg vid floden Wesers mynning. Staden är tänkt att bli en svensk stödjepunkt för handelskonkurrens, men projektet rinner ut i sanden.
- De finska trolldomsprocesserna når sin kulmen. Framförallt på Åland och i Österbotten hålls rättegångar.
- Ransäters socken skapas genom utbrytning ur Övre Ulleruds socken.

## Födda
- 25 februari – Maria Margarethe Kirch, tysk astronom.
- 17 april – Dorothea von Velen, mätress till Johan Vilhelm av Pfalz och en reformator av kvinnors rättigheter.
- 12 maj – August den starke, kurfurste av Sachsen 1694–1733, kung av Polen 1697–1704 och 1709–1733.
- 5 juli - Dorothea Sofia av Neuburg, italiensk regent.
- 19 juli – Olof Celsius d.ä., svensk botaniker, språkforskare, runforskare och präst.
- Julie d'Aubigny, fransk operasångare och fäktare.

## Avlidna
- 9 februari – Fredrik III, kung av Danmark och Norge sedan 1648.
- 5 april – Leonora Baroni, italiensk musiker.
- 11 oktober – Louis Le Vau, fransk arkitekt.
- 15 november – Johan Amos Comenius, tjeckisk pedagog, biskop och författare.
- 16 december – Bartholomeus van der Helst, nederländsk målare.
- Alyona, mordvinsk ataman och upprorsledare.

### Fotnoter
1. ↑  ”Roman Catholic Church” (på engelska). World Statesmen. http://www.worldstatesmen.org/Catholic.html. Läst 23 november 2012.
2. ↑  World Statesmen (läst 3 april 2011)
3. ↑  World Statesmen (läst 3 april 2011)